# A Szovjetunió az 1968. évi téli olimpiai játékokon
A Szovjetunió a franciaországi Grenoble-ban megrendezett 1968. évi téli olimpiai játékok egyik részt vevő nemzete volt. Az országot az olimpián 8 sportágban 74 sportoló képviselte, akik összesen 13 érmet szereztek.

## Érmesek
| Érem  | Versenyző | Sportág        | Versenyszám                  |
| ----- | --- | -------------- | ---------------------------- |
| Arany | Alekszandr Tyihonov Nyikolaj Puzanov Viktor Mamatov Vlagyimir Gundarcev | Biatlon        | Férfi 4 × 7,5 km váltó       |
| Arany | Ljudmila Tyitova | Gyorskorcsolya | Női 500 m                    |
| Arany | Nemzeti válogatott Venyiamin Alekszandrov Viktor Blinov Vitalij Davidov Anatolij Firszov Anatolij Ionov Viktor Konovalenko Viktor Kuzkin Borisz Majorov Jevgenyij Misakov Jurij Moiszejev Viktor Polupanov Alekszandr Ragulin Igor Romisevszkij Oleg Zajcev Jevgenyij Zimin Viktor Zinger Vjacseszlav Sztarsinov Vlagyimir Vikulov | Jégkorong      | Férfi                        |
| Arany | Ljudmila Belouszova Oleg Protopopov | Műkorcsolya    | Páros                        |
| Arany | Vlagyimir Belouszov | Síugrás        | Egyéni, nagysánc             |
| Ezüst | Alekszandr Tyihonov | Biatlon        | Férfi 20 km egyéni indításos |
| Ezüst | Ljudmila Tyitova | Gyorskorcsolya | Női 1000 m                   |
| Ezüst | Tatyjana Zsuk Alekszandr Gorelik | Műkorcsolya    | Páros                        |
| Ezüst | Vjacseszlav Vegyenyin | Sífutás        | Férfi 50 km                  |
| Ezüst | Galina Kulakova | Sífutás        | Női 5 km                     |
| Bronz | Vlagyimir Gundarcev | Biatlon        | Férfi 20 km egyéni indításos |
| Bronz | Alevtyina Kolcsina | Sífutás        | Női 5 km                     |
| Bronz | Alevtyina Kolcsina Rita Acskina Galina Kulakova | Sífutás        | Női 3 × 5 km váltó           |

## Alpesisí
Férfi
| Versenyző          | Versenyszám      | Selejtező | Selejtező | Selejtező | Selejtező | Döntő    | Döntő    | Döntő    | Döntő    | Döntő      | Döntő      |
| Versenyző          | Versenyszám      | 1. futam  | 1. futam  | 2. futam  | 2. futam  | 1. futam | 1. futam | 2. futam | 2. futam | Összesítés | Összesítés |
| Versenyző          | Versenyszám      | Idő       | Hely.     | Idő       | Hely.     | Idő      | Hely.    | Idő      | Hely.    | Idő        | Helyezés   |
| ------------------ | ---------------- | --------- | --------- | --------- | --------- | -------- | -------- | -------- | -------- | ---------- | ---------- |
| Andrej Belokrinkin | Lesiklás         |           |           |           |           |          |          |          |          | 2:10,98    | 49.        |
| Andrej Belokrinkin | Műlesiklás       | 57,46     | 2.        |           |           | 1:08,96  | 45.      | 58,90    | 29.      | 2:07,86    | 31.        |
| Andrej Belokrinkin | Óriás-műlesiklás |           |           |           |           | 1:56,47  | 59.      | 1:56,36  | 46.      | 3:52,83    | 52.*       |
| Viktor Beljakov    | Lesiklás         |           |           |           |           |          |          |          |          | 2:09,32    | 40.        |
| Viktor Beljakov    | Műlesiklás       | 58,05     | 4.        | 55,56     | 2.        | kiesett  | kiesett  | kiesett  | kiesett  | kiesett    | kiesett    |
| Viktor Beljakov    | Óriás-műlesiklás |           |           |           |           | 1:55,72  | 54.      | 1:53,55  | 39.      | 3:49,27    | 46.        |
| Vaszilij Melnyikov | Lesiklás         |           |           |           |           |          |          |          |          | kizárták   | kizárták   |
| Vaszilij Melnyikov | Műlesiklás       | 54,32     | 2.        |           |           | 54,94    | 38.      | 59,48    | 30.      | 1:54,42    | 26.        |
| Vaszilij Melnyikov | Óriás-műlesiklás |           |           |           |           | 1:52,42  | 42.      | 1:56,55  | 47.      | 3:48,97    | 45.        |

Női
| Versenyző              | Versenyszám      | 1. futam       | 1. futam       | 2. futam | 2. futam | Összesítés | Összesítés |
| Versenyző              | Versenyszám      | Idő            | Hely.          | Idő      | Hely.    | Idő        | Helyezés   |
| ---------------------- | ---------------- | -------------- | -------------- | -------- | -------- | ---------- | ---------- |
| Nyina Merkulova        | Lesiklás         |                |                |          |          | 1:48,04    | 27.        |
| Nyina Merkulova        | Műlesiklás       | idő nem ismert | idő nem ismert | kizárták | kizárták | kiesett    | kiesett    |
| Nyina Merkulova        | Óriás-műlesiklás |                |                |          |          | 2:12,71    | 40.        |
| Galina Szidorova       | Lesiklás         |                |                |          |          | 1:51,74    | 35.        |
| Galina Szidorova       | Műlesiklás       | 49,63          | 30.            | 53,26    | 24.      | 1:42,89    | 26.        |
| Galina Szidorova       | Óriás-műlesiklás |                |                |          |          | 2:12,01    | 39.        |
| Alfina Szuhanova       | Lesiklás         |                |                |          |          | 1:48,74    | 29.        |
| Alfina Szuhanova       | Műlesiklás       | 49,57          | 29.            | 52,01    | 20.      | 1:41,58    | 25.        |
| Alfina Szuhanova       | Óriás-műlesiklás |                |                |          |          | 2:06,48    | 34.        |
| Irina Turundajevszkaja | Műlesiklás       | 46,60          | 25.            | 51,66    | 19.      | 1:38,26    | 19.        |
| Irina Turundajevszkaja | Óriás-műlesiklás |                |                |          |          | kizárták   | kizárták   |

* - egy másik versenyzővel azonos eredményt ért el

## Biatlon
| Versenyző                                                               | Versenyszám      | Lövőhiba | Időeredmény | Helyezés |
| ----------------------------------------------------------------------- | ---------------- | -------- | ----------- | -------- |
| Vlagyimir Gundarcev                                                     | 20 km egyéni     | 2        | 1:18:27,4   |          |
| Viktor Mamatov                                                          | 20 km egyéni     | 1        | 1:20:20,8   | 7.       |
| Nyikolaj Puzanov                                                        | 20 km egyéni     | 3        | 1:20:14,5   | 6.       |
| Alekszandr Tyihonov                                                     | 20 km egyéni     | 2        | 1:14:40,4   |          |
| Alekszandr Tyihonov Nyikolaj Puzanov Viktor Mamatov Vlagyimir Gundarcev | 4 × 7,5 km váltó | 2        | 2:13:02,4   |          |

## Északi összetett
| Versenyző           | Síugrás  | Síugrás  | Síugrás  | Síugrás  | Síugrás  | Síugrás  | Síugrás | Síugrás | Sífutás | Sífutás | Sífutás | Összesítés | Összesítés |
| Versenyző           | 1. ugrás | 1. ugrás | 2. ugrás | 2. ugrás | 3. ugrás | 3. ugrás | Össz.   | Össz.   | Sífutás | Sífutás | Sífutás | Összesítés | Összesítés |
| Versenyző           | Távolság | Pont     | Távolság | Pont     | Távolság | Pont     | Pont    | Hely.   | Idő     | Pont    | Hely.   | Pont       | Helyezés   |
| ------------------- | -------- | -------- | -------- | -------- | -------- | -------- | ------- | ------- | ------- | ------- | ------- | ---------- | ---------- |
| Mihail Artyuhov     | 66,0     | 94,6     | 69,0     | 97,8     | 67,0     | (90,7)   | 192,4   | 26.*    | 51:32,4 | 199,50  | 20.     | 391,90     | 19.        |
| Vjacseszlav Drjagin | 70,0     | (106,6)  | 71,5     | 107,5    | 74,5     | 115,3    | 222,8   | 5.*     | 51:22,0 | 201,58  | 19.     | 424,38     | 8.         |
| Tõnu Haljand        | 68,5     | 101,0    | 70,0     | 101,8    | 68,0     | (89,4)   | 202,8   | 17.     | 50:40,5 | 209,88  | 12.     | 412,68     | 12.        |
| Robert Makara       | 72,5     | 109,3    | 74,0     | 113,5    | 74,5     | (74,1)   | 222,8   | 5.*     | 51:09,3 | 204,12  | 17.     | 426,92     | 7.         |

* - egy másik versenyzővel azonos eredményt ért el

## Gyorskorcsolya
Férfi
| Versenyző               | Versenyszám | Eredmény | Helyezés |
| ----------------------- | ----------- | -------- | -------- |
| Ants Antson             | 1500 m      | 2:07,2   | 12.*     |
| Jevgenyij Grisin        | 500 m       | 40,6     | 4.       |
| Valerij Kaplan          | 500 m       | 41,6     | 21.*     |
| Valerij Kaplan          | 1500 m      | 2:07,2   | 12.*     |
| Alekszandr Kercsenko    | 1500 m      | 2:07,1   | 11.      |
| Valerij Lavruskin       | 5000 m      | 7:37,9   | 10.      |
| Valerij Lavruskin       | 10 000 m    | 15:54,8  | 9.       |
| Anatolij Lepeskin       | 500 m       | 41,0     | 11.*     |
| Anatolij Maskov         | 5000 m      | 7:41,9   | 14.      |
| Anatolij Maskov         | 10 000 m    | 16:22,1  | 16.      |
| Eduard Matuszevics      | 1500 m      | 2:06,1   | 8.       |
| Valerij Muratov         | 500 m       | 41,4     | 18.      |
| Sztanyiszlav Szeljanyin | 5000 m      | 7:38,5   | 11.      |
| Sztanyiszlav Szeljanyin | 10 000 m    | 15:56,4  | 10.      |

Női
| Versenyző           | Versenyszám | Eredmény | Helyezés |
| ------------------- | ----------- | -------- | -------- |
| Irina Jegorova      | 500 m       | 46,9     | 9.*      |
| Irina Jegorova      | 1000 m      | 1:34,4   | 5.       |
| Lāsma Kauniste      | 1000 m      | 1:35,3   | 11.      |
| Lāsma Kauniste      | 1500 m      | 2:25,4   | 5.       |
| Lāsma Kauniste      | 3000 m      | 5:16,0   | 12.      |
| Anna Szablina       | 3000 m      | 5:12,5   | 8.       |
| Tatyjana Szidorova  | 500 m       | 46,9     | 9.*      |
| Ligyija Szkoblikova | 1500 m      | 2:27,6   | 11.      |
| Ligyija Szkoblikova | 3000 m      | 5:08,0   | 6.       |
| Ljudmila Tyitova    | 500 m       | 46,1     |          |
| Ljudmila Tyitova    | 1000 m      | 1:32,9   |          |
| Ljudmila Tyitova    | 1500 m      | 2:26,8   | 7.       |

* - egy másik versenyzővel azonos eredményt ért el

## Jégkorong
| Szovjet férfi jégkorongcsapat-játékoskeret                                                                          | Szovjet férfi jégkorongcsapat-játékoskeret                                                                     | Szovjet férfi jégkorongcsapat-játékoskeret                                                                       |
| --- | --- | --- |
| - Venyiamin Alekszandrov - Viktor Blinov - Vitalij Davidov - Anatolij Firszov - Anatolij Ionov - Viktor Konovalenko | - Viktor Kuzkin - Borisz Majorov - Jevgenyij Misakov - Jurij Moiszejev - Viktor Polupanov - Alekszandr Ragulin | - Igor Romisevszkij - Oleg Zajcev - Jevgenyij Zimin - Viktor Zinger - Vjacseszlav Sztarsinov - Vlagyimir Vikulov |

### Eredmények
Selejtező
A Szovjetunió nem játszott selejtezőt.
Döntő csoportkör
| 1968. február 6. | Szovjetunió (URS) | 8 – 0 (3–0, 2–0, 3–0) | Finnország | Grenoble |

|  |  |  |  |  |
|  |  |  |  |  |
|  |  |  |  |  |
|  |  |  |  |  |

| 1968. február 7. | Szovjetunió (URS) | 9 – 0 (4–0, 2–0, 3–0) | NDK | Grenoble |

|  |  |  |  |  |
|  |  |  |  |  |
|  |  |  |  |  |
|  |  |  |  |  |

| 1968. február 9. | Szovjetunió (URS) | 10 – 2 (6–0, 4–2, 0–0) | Egyesült Államok | Grenoble |

|  |  |  |  |  |
|  |  |  |  |  |
|  |  |  |  |  |
|  |  |  |  |  |

| 1968. február 11. | Szovjetunió (URS) | 9 – 1 (4–1, 4–0, 1–0) | NSZK | Grenoble |

|  |  |  |  |  |
|  |  |  |  |  |
|  |  |  |  |  |
|  |  |  |  |  |

| 1968. február 13. | Szovjetunió (URS) | 3 – 2 (1–1, 0–0, 2–1) | Svédország | Grenoble |

|  |  |  |  |  |
|  |  |  |  |  |
|  |  |  |  |  |
|  |  |  |  |  |

| 1968. február 15. | Szovjetunió (URS) | 4 – 5 (1–3, 1–1, 2–1) | Csehszlovákia | Grenoble |

|  |  |  |  |  |
|  |  |  |  |  |
|  |  |  |  |  |
|  |  |  |  |  |

| 1968. február 17. | Szovjetunió (URS) | 5 – 0 (1–0, 1–0, 3–0) | Kanada | Grenoble |

|  |  |  |  |  |
|  |  |  |  |  |
|  |  |  |  |  |
|  |  |  |  |  |

Végeredmény
| Csapat           | M | Gy | D | V | G+ | G– | Gk  | P  |
| ---------------- | - | -- | - | - | -- | -- | --- | -- |
| Szovjetunió      | 7 | 6  | 0 | 1 | 48 | 10 | +38 | 12 |
| Csehszlovákia    | 7 | 5  | 1 | 1 | 33 | 17 | +16 | 11 |
| Kanada           | 7 | 5  | 0 | 2 | 28 | 15 | +13 | 10 |
| Svédország       | 7 | 4  | 1 | 2 | 23 | 18 | +5  | 9  |
| Finnország       | 7 | 3  | 1 | 3 | 17 | 23 | –6  | 7  |
| Egyesült Államok | 7 | 2  | 1 | 4 | 23 | 28 | –5  | 5  |
| NSZK             | 7 | 1  | 0 | 6 | 13 | 39 | –26 | 2  |
| NDK              | 7 | 0  | 0 | 7 | 13 | 48 | –35 | 0  |

| Csapat      | Helyezés |
| ----------- | -------- |
| Szovjetunió |          |

## Műkorcsolya
| Versenyző                           | Versenyszám  | Kötelező elemek   | Kötelező elemek | Kűr               | Kűr   | Összesítés                     | Összesítés                     | Összesítés                     | Összesítés                     | Összesítés                     | Összesítés                     | Összesítés                     | Összesítés                     | Összesítés                     | Összesítés        | Összesítés        | Összesítés  | Összesítés | Összesítés |
| Versenyző                           | Versenyszám  | Kötelező elemek   | Kötelező elemek | Kűr               | Kűr   | Helyezési pontszámok bírónként | Helyezési pontszámok bírónként | Helyezési pontszámok bírónként | Helyezési pontszámok bírónként | Helyezési pontszámok bírónként | Helyezési pontszámok bírónként | Helyezési pontszámok bírónként | Helyezési pontszámok bírónként | Helyezési pontszámok bírónként | Több. hely. száma | Több. hely. össz. | Hely. össz. | Pont       | Helyezés   |
| Versenyző                           | Versenyszám  | Több. hely. száma | Hely.           | Több. hely. száma | Hely. | 1                              | 2                              | 3                              | 4                              | 5                              | 6                              | 7                              | 8                              | 9                              | Több. hely. száma | Több. hely. össz. | Hely. össz. | Pont       | Helyezés   |
| ----------------------------------- | ------------ | ----------------- | --------------- | ----------------- | ----- | ------------------------------ | ------------------------------ | ------------------------------ | ------------------------------ | ------------------------------ | ------------------------------ | ------------------------------ | ------------------------------ | ------------------------------ | ----------------- | ----------------- | ----------- | ---------- | ---------- |
| Szergej Csetveruhin                 | Férfi egyéni | 5×11+             | 11.             | 6×11+             | 11.   | 10,0                           | 13,0                           | 9,0                            | 8,0                            | 11,0                           | 13,0                           | 8,0                            | 11,0                           | 10,0                           | 5×10+             | 45,0              | 93,0        | 1737,0     | 9.         |
| Szergej Volkov                      | Férfi egyéni | 5×16+             | 16.             | 5×17+             | 17.   | 18,0                           | 15,0                           | 16,0                           | 23,0                           | 17,0                           | 18,0                           | 19,0                           | 16,0                           | 16,0                           | 5×17+             | 80,0              | 158,0       | 1632,0     | 18.        |
| Jelena Scseglova                    | Női egyéni   | 5×13+             | 13.             | 5×10+             | 10.   | 11,0                           | 12,0                           | 10,0                           | 14,0                           | 13,0                           | 11,0                           | 15,0                           | 15,0                           | 9,0                            | 5×12+             | 53,0              | 110,0       | 1670,4     | 12.        |
| Halina Hrzsibovszkaja               | Női egyéni   | 8×25+             | 25.             | 5×12+             | 11.   | 16,0                           | 17,0                           | 14,0                           | 15,0                           | 17,0                           | 16,0                           | 17,0                           | 13,0                           | 19,0                           | 5×16+             | 74,0              | 144,0       | 1628,5     | 16.        |
| Ljudmila Belouszova Oleg Protopopov | Páros        | 6×1+              | 1.              | 8×1+              | 1.    | 1,0                            | 1,0                            | 2,0                            | 1,0                            | 1,0                            | 1,0                            | 1,0                            | 1,0                            | 1,0                            | 8×1+              | 8,0               | 10,0        | 315,2      |            |
| Tatyjana Zsuk Alekszandr Gorelik    | Páros        | 9×2+              | 2.              | 9×2+              | 2.    | 2,0                            | 2,0                            | 1,0                            | 2,0                            | 2,0                            | 2,0                            | 2,0                            | 2,0                            | 2,0                            | 9×2+              | 17,0              | 17,0        | 312,3      |            |
| Tamara Moszkvina Alekszej Misin     | Páros        | 5×6+              | 6.              | 6×5+              | 5.    | 5,0                            | 6,0                            | 5,0                            | 5,0                            | 5,0                            | 4,0                            | 5,0                            | 6,0                            | 3,0                            | 7×5+              | 32,0              | 44,0        | 300,3      | 5.         |

## Sífutás
Férfi
| Versenyző                                                                     | Versenyszám     | Eredmény  | Helyezés |
| ----------------------------------------------------------------------------- | --------------- | --------- | -------- |
| Anatolij Akentyjev                                                            | 15 km           | 50:19,9   | 16.      |
| Anatolij Akentyjev                                                            | 30 km           | 1:37:52,4 | 10.      |
| Anatolij Akentyjev                                                            | 50 km           | 2:34:54,5 | 20.      |
| Fjodor Szimasev                                                               | 15 km           | 51:05,3   | 26.      |
| Valerij Tarakanov                                                             | 15 km           | 49:04,4   | 9.       |
| Valerij Tarakanov                                                             | 30 km           | 1:39:25,0 | 17.      |
| Vjacseszlav Vegyenyin                                                         | 30 km           | 1:38:36,1 | 14.      |
| Vjacseszlav Vegyenyin                                                         | 50 km           | 2:29:02,5 |          |
| Vlagyimir Voronkov                                                            | 15 km           | 50:40,7   | 22.      |
| Vlagyimir Voronkov                                                            | 30 km           | 1:37:10,8 | 4.       |
| Vlagyimir Voronkov                                                            | 50 km           | 2:33:07,3 | 16.      |
| Igor Voroncsihin                                                              | 50 km           | 2:40:48,2 | 31.      |
| Vlagyimir Voronkov Anatolij Akentyjev Valerij Tarakanov Vjacseszlav Vegyenyin | 4 × 10 km váltó | 2:10:57,2 | 4.       |

Női
| Versenyző                                       | Versenyszám    | Eredmény | Helyezés |
| ----------------------------------------------- | -------------- | -------- | -------- |
| Rita Acskina                                    | 5 km           | 16:55,1  | 6.       |
| Alevtyina Kolcsina                              | 5 km           | 16:51,6  |          |
| Alevtyina Kolcsina                              | 10 km          | 38:52,9  | 7.       |
| Galina Kulakova                                 | 5 km           | 16:48,4  |          |
| Galina Kulakova                                 | 10 km          | 38:26,7  | 6.       |
| Alevtyina Szmirnova                             | 5 km           | 17:43,2  | 20.      |
| Alevtyina Szmirnova                             | 10 km          | 39:10,3  | 11.      |
| Faagyija Szalimzsanova                          | 10 km          | 39:17,9  | 13.      |
| Alevtyina Kolcsina Rita Acskina Galina Kulakova | 3 × 5 km váltó | 58:13,6  |          |

## Síugrás
| Versenyző           | Versenyszám | 1. ugrás | 1. ugrás | 1. ugrás | 2. ugrás | 2. ugrás | 2. ugrás | Összesítés | Összesítés |
| Versenyző           | Versenyszám | Távolság | Pont     | Hely.    | Távolság | Pont     | Hely.    | Pont       | Helyezés   |
| ------------------- | ----------- | -------- | -------- | -------- | -------- | -------- | -------- | ---------- | ---------- |
| Vlagyimir Belouszov | Normálsánc  | 73,5     | 102,9    | 20.      | 73,0     | 104,6    | 2.       | 207,5      | 8.         |
| Vlagyimir Belouszov | Nagysánc    | 101,5    | 118,0    | 1.       | 98,5     | 113,3    | 1.       | 231,3      |            |
| Garij Napalkov      | Normálsánc  | 75,0     | 104,3    | 17.      | 73,0     | 101,1    | 10.      | 205,4      | 14.**      |
| Garij Napalkov      | Nagysánc    | 96,5     | 107,0    | 10.      | 90,5     | 96,1     | 14.      | 203,1      | 11.        |
| Vlagyimir Szmirnov  | Normálsánc  | 69,5     | 89,5     | 46.      | 70,0     | 58,8~    | 56.      | 148,3      | 55.*       |
| Vlagyimir Szmirnov  | Nagysánc    | 88,0     | 89,1     | 40.      | 83,5     | 80,8     | 43.      | 169,9      | 41.        |
| Anatolij Zseglanov  | Normálsánc  | 79,5     | 110,0    | 4.       | 74,5     | 101,5    | 7.       | 211,5      | 6.         |
| Anatolij Zseglanov  | Nagysánc    | 99,0     | 108,5    | 6.       | 92,0     | 97,2     | 12.*     | 205,7      | 8.         |

* - egy másik versenyzővel azonos eredményt ért el

** - két másik versenyzővel azonos eredményt ért el

~ - az ugrás során elesett